# Накано Юто
Накано Юто (яп. 中野裕斗; народився 4 червня 1967 року) — відомий японський актор і сейю.

## Озвучення аніме
- 2014 — Мушіші[ТВ-2] — Ґінко
- 2014 — Мушіші (спешл) — Ґінко
- 2013 — The Battle of Hiromi Kun
- (2008—2009) — Гріхи Кассяна
- 2008 — Детройт, місто металу — Олександр Яги / Масаюки Вада
- 2008 — Ічі
- 2006 — Tokyo Tribe 2 — Колленз
- 2005 — Майстер Мусі [ТВ-1] — Гінко
- 2004 — Legendz: Yomigaeru Ryuuou Densetsu — Волфа

## Ролі в кіно
- 2013 — Солом'яний щит
- 2011 — Завтрашній Джо

## Інші ролі
- Suteinu (2005)